# Колски окръг
Колски окръг (на полски: Powiat kolski) е окръг в Централна Полша, Великополско войводство. Заема площ от 1010,71 км2. Административен център е град Коло.

## География
Окръгът обхваща земи от историческите области Великополша и Куявия. Разположен е в източната част на войводството.

## Население
Населението на окръга възлиза на 89 523 души (2012 г.). Гъстотата е 89 души/км2.

## Административно деление
Административно окръгът е разделен на 11 общини.
Градска община:
- Коло

Градско-селски общини:
- Община Домбе
- Община Клодава
- Община Пшедеч

Селски общини:
- Община Бабяк
- Община Гжегожев
- Община Коло
- Община Кошчелец
- Община Мали Ошек
- Община Олшовка
- Община Ходов

## Фотогалерия
- Домбе
- Клодава
- Коло
- Пшедеч